# Timaima Tamoi
Timaima Tamoi (30 de novembro de 1987) é uma jogadora de rugby sevens fijiana.

## Carreira
Timaima Tamoi integrou o elenco da Seleção Fijiana Feminina de Rugbi de Sevens, na Rio 2016, que foi 8º colocada.